# Louise Grimm Hansen
Louise Grimm Hansen (* 12. Juni 1990) ist eine dänische Badmintonspielerin.

## Karriere
Louise Hansen wurde bei den Greece International 2007 Zweite im Mixed. Ein Jahr später belegte sie dort Rang drei im Doppel. Bei den Slovenia International 2009 wurde sie sowohl Zweite im Mixed als auch im Doppel. 2011 siegte sie bei den Iceland International, 2012 belegte sie Rang zwei bei den French International.